# Biegowa Korona Himalajów
Biegowa Korona Himalajów – cykliczna impreza sportowa organizowana w Katowicach przez
Akademię Wychowania Fizycznego przy współpracy z Urzędem Miasta Katowice, AZS-AWF Katowice i Państwową Strażą Pożarną.
Zawody biegowe odbywają się w Katowickim Parku Leśnym w pobliżu lotniska na Muchowcu na asfaltowej pętli o długości 4219 m. Zawodnicy przebiegają dystans długości jednej pętli aż do długości maratońskiej – 42 195 m. W trakcie trwania biegów dla dorosłych organizowane są biegi przełajowe dla dzieci. Biegi mają charakter otwarty, mogą w nich brać udział amatorzy i osoby zrzeszone w klubach sportowych.

## Cel imprezy
Ideą organizatorów imprezy w 2011 jest uczczenie pamięci himalaisty Jerzego Kukuczki i zdobycia przez niego 14 ośmiotysięczników. Kolejne biegi maratońskie upamiętniły zdobycze katowickiego sportowca:
- 29 stycznia Maraton Lhotse
- 26 lutego Maraton Mount Everest
- 26 marca Maraton Makalu
- 16 kwietnia Maraton Broad Peak
- 28 maja Maraton Gaszerbrum II
- 4 czerwca Maraton Gaszerbrum I
- 25 czerwca Maraton Dhaulagiri
- 30 lipca Maraton Czo Oyu
- 27 sierpnia Maraton Nanga Parbat
- 24 września Maraton Kanczendzonga
- 15 października Maraton K-2
- 29 października roku Maraton Manaslu
- 26 listopada Maraton Annapurna
- 31 grudnia Maraton Sziszapangma

## Maraton Lhotse
Odbył się 29 stycznia 2011. Wzięło w nim udział 80 zawodników.

### Konkurencja biegowa
| Miejsce | Zawodnik        | Klub sportowy        | Dystans  | Czas     |
| ------- | --------------- | -------------------- | -------- | -------- |
| 1.      | Roman Czaja     | 8. Baza Lotnicza     | 42 195 m | 02:54:49 |
| 2.      | Adam Jagieła    | KRS TKKF Jastrząb    | 42 195 m | 03:01:44 |
| 3.      | Mariusz Szostak | 18 BPD Bielsko-Biała | 42 195 m | 03:06:06 |

## Maraton Mount Everest
Odbył się 26 lutego 2011. Wzięło w nim udział 129 zawodników w biegu maratońskim oraz 7 w konkurencji nordic walking.

### Konkurencja biegowa
| Miejsce | Zawodnik            | Klub sportowy     | Dystans  | Czas     |
| ------- | ------------------- | ----------------- | -------- | -------- |
| 1.      | Adam Jagieła        | KRS TKKF Jastrząb | 42 195 m | 02:54:49 |
| 2.      | Andrzej Radzikowski | LKS Olymp         | 42 195 m | 03:02:23 |
| 3.      | Grzegorz Pituch     | –                 | 42 195 m | 03:05:15 |

### Konkurencja nordic walking
| Miejsce | Zawodnik            | Klub sportowy    | Dystans  | Czas     |
| ------- | ------------------- | ---------------- | -------- | -------- |
| 1.      | Marian Skrzypski    | –                | 21 100 m | 02:34:20 |
| 2.      | Elżbieta Krzemińska | AZS AWF Katowice | 16 881 m | 03:23:49 |
| 3.      | Sylwia Szczerba     | –                | 12 662 m | 02:11:33 |

## Maraton Makalu
Odbył się 26 marca 2011. Wzięło w nim udział 131 zawodników w biegu maratońskim oraz 8 w konkurencji nordic walking.

### Konkurencja biegowa
| Miejsce | Zawodnik            | Klub sportowy        | Dystans  | Czas     |
| ------- | ------------------- | -------------------- | -------- | -------- |
| 1.      | Roman Czaja         | 8. Baza Lotnicza     | 42 195 m | 02:58:56 |
| 2.      | Andrzej Radzikowski | LKS Olymp            | 42 195 m | 03:03:50 |
| 3.      | Mariusz Szostak     | 18 BPD Bielsko-Biała | 42 195 m | 03:08:33 |

### Konkurencja nordic walking
| Miejsce | Zawodnik          | Klub sportowy    | Dystans  | Czas     |
| ------- | ----------------- | ---------------- | -------- | -------- |
| 1.      | Krzysztof Krys    | –                | 21 100 m | 02:36:21 |
| 2.      | Katarzyna Kuczera | AZS AWF Katowice | 12 662 m | 01:59:14 |
| 3.      | Izabela Litwa     | –                | 12 662 m | 02:20:48 |

## Maraton Broad Peak
Odbył się 16 kwietnia 2011. W konkurencji nordic walking wzięło udział 6 zawodników.

### Konkurencja nordic walking
| Miejsce | Zawodnik             | Klub sportowy | Dystans  | Czas     |
| ------- | -------------------- | ------------- | -------- | -------- |
| 1.      | Maksymilian Szczerba | –             | 16 881 m | 02:51:07 |
| 2.      | Sylwia Szczerba      | –             | 16 881 m | 02:51:08 |
| 3.      | Izabela Litwa        | –             | 12 662 m | 02:16:24 |

## Maraton Gaszerbrum II
Odbył się 28 maja 2011. Wzięło w nim udział 88 zawodników w biegu maratońskim oraz 5 w konkurencji nordic walking.

### Konkurencja biegowa
| Miejsce | Zawodnik            | Klub sportowy     | Dystans  | Czas     |
| ------- | ------------------- | ----------------- | -------- | -------- |
| 1.      | Andrzej Radzikowski | LKS Olymp         | 42 195 m | 03:00:07 |
| 2.      | Paweł Szynal        | LKS Olymp         | 42 195 m | 03:02:30 |
| 3.      | Grzegorz Wójcik     | KRS TKKF Jastrząb | 42 195 m | 03:17:46 |

### Konkurencja nordic walking
| Miejsce | Zawodnik         | Klub sportowy    | Dystans  | Czas     |
| ------- | ---------------- | ---------------- | -------- | -------- |
| 1.      | Krystian Planeta | –                | 21 290 m | 02:44:21 |
| 2.      | Maria Wrona      | AZS AWF Katowice | 12 928 m | 02:14:25 |
| 3.      | Bożena Szablicka | –                | 12 928 m | 02:14:25 |

## Maraton Gaszerbrum I
Odbył się 4 czerwca 2011. Wzięło w nim udział 356 zawodników w biegu maratońskim.

### Konkurencja biegowa
| Miejsce | Zawodnik        | Klub sportowy     | Dystans  | Czas     |
| ------- | --------------- | ----------------- | -------- | -------- |
| 1.      | Grzegorz Pituch | KS Wysoka         | 42 195 m | 03:03:13 |
| 2.      | Adam Jagieła    | KRS TKKF Jastrząb | 42 195 m | 03:15:38 |
| 3.      | Tomasz Maślanka | KRS TKKF Jastrząb | 42 195 m | 03:19:43 |

## Maraton Dhaulagiri
Odbył się 25 czerwca 2011. Wzięło w nim udział 88 zawodników w biegu maratońskim oraz 3 w konkurencji nordic walking.

### Konkurencja biegowa
| Miejsce | Zawodnik            | Klub sportowy     | Dystans  | Czas     |
| ------- | ------------------- | ----------------- | -------- | -------- |
| 1.      | Andrzej Radzikowski | LKS Olymp         | 42 195 m | 02:59:53 |
| 2.      | Grzegorz Wójcik     | KRS TKKF Jastrząb | 42 195 m | 03:04:38 |
| 3.      | Adam Sikora         | –                 | 42 195 m | 03:06:04 |

### Konkurencja nordic walking
| Miejsce | Zawodnik            | Klub sportowy | Dystans  | Czas     |
| ------- | ------------------- | ------------- | -------- | -------- |
| 1.      | Izabela Litwa       | –             | 16 881 m | 03:15:21 |
| 2.      | Bożena Szablicka    | –             | 12 662 m | 02:01:49 |
| 3.      | Elżbieta Krzemińska | AWF Katowice  | 12 662 m | 02:22:34 |

## Maraton Czo Oyu
Odbył się 30 lipca 2011. Wzięło w nim udział 149 zawodników w biegu maratońskim oraz 7 w konkurencji nordic walking.

### Konkurencja biegowa
| Miejsce | Zawodnik        | Klub sportowy      | Dystans  | Czas     |
| ------- | --------------- | ------------------ | -------- | -------- |
| 1.      | Petr Jadrnicek  | Lokomotiva Ostrava | 42 195 m | 02:54:02 |
| 2.      | Miroslav Kadlec | Zamat Brno         | 42 195 m | 02:58:08 |
| 3.      | Irek Czapiga    | KWK Wujek          | 42 195 m | 02:59:46 |

### Konkurencja nordic walking
| Miejsce | Zawodnik              | Klub sportowy         | Dystans  | Czas     |
| ------- | --------------------- | --------------------- | -------- | -------- |
| 1.      | Barbara Księżyk       | Truchtacz Mysłowice   | 21 290 m | 03:09:14 |
| 2.      | Jolanta Wojciechowska | Zabiegani Częstochowa | 21 290 m | 03:09:16 |
| 3.      | Jadwiga Pucher        | –                     | 12 928 m | 01:51:56 |

## Maraton Nanga Parbat
Odbył się 27 sierpnia 2011. Wzięło w nim udział 121 zawodników w biegu maratońskim oraz 6 w konkurencji nordic walking.

### Konkurencja biegowa
| Miejsce | Zawodnik         | Klub sportowy    | Dystans  | Czas     |
| ------- | ---------------- | ---------------- | -------- | -------- |
| 1.      | Ireneusz Czapiga | –                | 42 195 m | 03:17:05 |
| 2.      | Paweł Szynal     | LKS Olymp Błonie | 42 195 m | 03:18:40 |
| 3.      | Zygmunt Bożek    | –                | 42 195 m | 03:34:03 |

### Konkurencja nordic walking
| Miejsce | Zawodnik     | Klub sportowy | Dystans  | Czas    |
| ------- | ------------ | ------------- | -------- | ------- |
| 1.      | Sabina Żyła  | –             | 21 290 m | 3:37:10 |
| 2.      | Edward Kurek | (Katowice)    | 12 928 m | 1:47:37 |
| 3.      | Rafał Fitt   | (Tychy)       | 12 928 m | 1:55:18 |

## Maraton Kaczendzonga
Odbył się 24 września 2011. Wzięło w nim udział 99 zawodników w biegu maratońskim oraz 10 w konkurencji nordic walking.

### Konkurencja biegowa
| Miejsce | Zawodnik            | Klub sportowy                   | Dystans  | Czas     |
| ------- | ------------------- | ------------------------------- | -------- | -------- |
| 1.      | Andrzej Radzikowski | LKS Olymp Błonie                | 42 195 m | 03:00:11 |
| 2.      | Mariusz Szostak     | 18 BPD Bielsko-Biała            | 42 195 m | 03:10:34 |
| 3.      | Grzegorz Wójcik     | KRS TKKF „Jastrząb” Ruda Śląska | 42 195 m | 03:11:41 |

### Konkurencja nordic walking
| Miejsce | Zawodnik          | Klub sportowy | Dystans  | Czas    |
| ------- | ----------------- | ------------- | -------- | ------- |
| 1.      | Barbara Księżyk   | (Mysłowice)   | 21 290 m | 3:05:22 |
| 2.      | Jolanta Jezierska | (Wrocław)     | 21 290 m | 3:16:27 |
| 3.      | Rafał Fitt        | (Tychy)       | 21 290 m | 3:16:35 |

## Maraton K-2
Odbył się 15 października 2011. Wzięło w nim udział 121 zawodników w biegu maratońskim oraz 9 w konkurencji nordic walking.

### Konkurencja biegowa
| Miejsce | Zawodnik            | Klub sportowy        | Dystans  | Czas     |
| ------- | ------------------- | -------------------- | -------- | -------- |
| 1.      | Andrzej Radzikowski | LKS „Olymp” Błonie   | 42 195 m | 02:57:46 |
| 2.      | Mariusz Szostak     | 18 BPD Bielsko-Biała | 42 195 m | 03:07:08 |
| 3.      | Rafał Kowalczyk     | „Profana Breslau”    | 42 195 m | 03:07:19 |

### Konkurencja nordic walking
| Miejsce | Zawodnik              | Klub sportowy           | Dystans  | Czas    |
| ------- | --------------------- | ----------------------- | -------- | ------- |
| 1.      | Bogdan Ścibisz        | –                       | 21 290 m | 2:37:29 |
| 2.      | Jolanta Wojciechowska | „Zabiegani” Częstochowa | 21 290 m | 3:05:03 |
| 3.      | Zbigniew Wyleciał     | (Katowice)              | 12 928 m | 1:29:48 |

## Maraton Manaslu
Odbył się 29 października 2011. Wzięło w nim udział 141 zawodników w biegu maratońskim oraz 13 w konkurencji nordic walking.

### Konkurencja biegowa
| Miejsce | Zawodnik            | Klub sportowy                   | Dystans  | Czas     |
| ------- | ------------------- | ------------------------------- | -------- | -------- |
| 1.      | Mariusz Szostak     | 18 BPD Bielsko-Biała            | 42 195 m | 02:58:58 |
| 2.      | Andrzej Radzikowski | LKS „Olymp” Błonie              | 42 195 m | 03:01:06 |
| 3.      | Grzegorz Wójcik     | KRS TKKF „Jastrząb” Ruda Śląska | 42 195 m | 03:06:22 |

### Konkurencja nordic walking
| Miejsce | Zawodnik               | Klub sportowy           | Dystans  | Czas    |
| ------- | ---------------------- | ----------------------- | -------- | ------- |
| 1.      | Krystian Planeta       | –                       | 21 290 m | 2:33:28 |
| 2.      | Bogdan Ścibisz         | TKKF „Saturn” Czeladź   | 21 290 m | 2:38:16 |
| 3.      | Waldemar Wojciechowski | „Zabiegani” Częstochowa | 12 928 m | 2:59:25 |

## Maraton Annapurna
Odbył się 26 listopada 2011. W biegu maratońskim wzięło udział 154 zawodników.

### Konkurencja biegowa
| Miejsce | Zawodnik            | Klub sportowy                | Dystans  | Czas     |
| ------- | ------------------- | ---------------------------- | -------- | -------- |
| 1.      | Andrzej Radzikowski | LKS „Olymp” Błonie           | 42 195 m | 03:00:20 |
| 2.      | Piotr Westenmolzc   | KB MCKIS Jaworzno            | 42 195 m | 03:09:42 |
| 3.      | Andrzej Moczek      | „Start Domena” Bielsko-Biała | 42 195 m | 03:21:06 |

## Maraton Sziszapangma
Odbył się 31 grudnia 2011. Wzięło w nim udział 180 zawodników w biegu maratońskim oraz 7 w konkurencji nordic walking.

### Konkurencja biegowa
| Miejsce | Zawodnik            | Klub sportowy              | Dystans  | Czas     |
| ------- | ------------------- | -------------------------- | -------- | -------- |
| 1.      | Andrzej Radzikowski | LKS „Olymp” Błonie         | 42 195 m | 03:03:53 |
| 2.      | Ireneusz Czapiga    | Świętochłowice             | 42 195 m | 03:13:11 |
| 3.      | Józef Kubik         | „Ruch dla zdrowia” Rzeszów | 42 195 m | 03:13:29 |

### Konkurencja nordic walking
| Miejsce | Zawodnik         | Klub sportowy         | Dystans  | Czas    |
| ------- | ---------------- | --------------------- | -------- | ------- |
| 1.      | Krystian Planeta | –                     | 21 290 m | 2:41:00 |
| 2.      | Bogdan Ścibisz   | TKKF „Saturn” Czeladź | 21 290 m | 2:51:00 |
| 3.      | Edward Kurek     | Katowice              | 12 928 m | 1:48:15 |